# 돌아오지 않는 강
《돌아오지 않는 강》(영어: River of No Return)은 1954년 개봉한 미국의 서부 영화이다. 오토 프레민저가 감독을, 프랭크 펜튼이 각본을 맡았다.

## 출연

### 주연
- 로버트 미첨
- 마릴린 먼로
- 로리 칼혼

### 조연
- 토미 레팅
- 머빈 바이
- 더글러스 스펜서

## 기타
- 의상: 트라빌라

## KBS 성우진 (1995년 1월 8일)
- 이강식 - 매트(로버트 미첨)
- 이경자 - 케이(마릴린 먼로)
- 신세인
- 조달호
- 문영래
- 이영주
- 김새영
- 최병상